# Mori Hideaki
Hideaki Mori (sinh ngày 16 tháng 10 năm 1972) là một cầu thủ bóng đá người Nhật Bản.

## Sự nghiệp câu lạc bộ
Hideaki Mori đã từng chơi cho Sanfrecce Hiroshima, Avispa Fukuoka và Consadole Sapporo.